# 村田保定

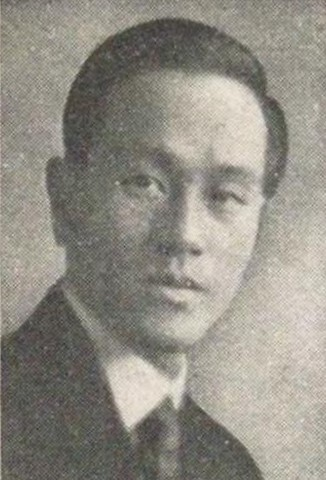
村田保定

村田 保定（むらた やすさだ、1897年（明治30年）6月29日 - 1976年（昭和51年）11月6日）は、大正・昭和期の弁護士・政治家・華族。貴族院男爵議員。旧姓・安場、旧名・道俊。

## 経歴
実業家・安場末喜の三男として生まれる。1921年（大正10年）3月、京都帝国大学法学部法律学科を卒業した。同年、明治銀行に入行し、日本勧業銀行に転じ同青森支店主事、同本店支店課勤務を務めた。妻子を伴い、男爵・村田綱太郎（村田経芳長男）の死跡を相続し、1929年（昭和4年）4月15日、男爵を襲爵した。その後、第一弁護士会所属弁護士となった。
1939年（昭和14年）7月10日、貴族院男爵議員に選出され、公正会に所属して1947年（昭和22年）5月2日の貴族院廃止まで1期在任した。その他、司法省委員を務めた。

## 親族
- 養母：知恵子（中島行孝五女）[1]
- 妻：久仁子（小笠原菊次郎長女。菊次郎は三井物産を経て王子製紙重役）[1][10]
- 長男：経和（学習院大学教授）[1]